# Lycinus frayjorge
Lycinus frayjorge là một loài nhện trong họ Nemesiidae.
Lycinus frayjorge được miêu tả năm 1995 bởi Goloboff.